# Petr Brodský (politik)
Petr Brodský (* 29. září 1944) byl český politik, v 90. letech 20. století poslanec České národní rady a Poslanecké sněmovny za ODS.

## Biografie
Ve volbách v roce 1992 byl zvolen za ODS do České národní rady (volební obvod Západočeský kraj). Zasedal v rozpočtovém výboru. Od vzniku samostatné České republiky v lednu 1993 byla ČNR transformována na Poslaneckou sněmovnu Parlamentu České republiky. Zde setrval do konce funkčního období, tedy do voleb v roce 1996.